# 和平門駅
和平門駅（わへいもん-えき）は中華人民共和国北京市に位置する北京地下鉄2号線の駅。駅番号は207。

## 駅構造

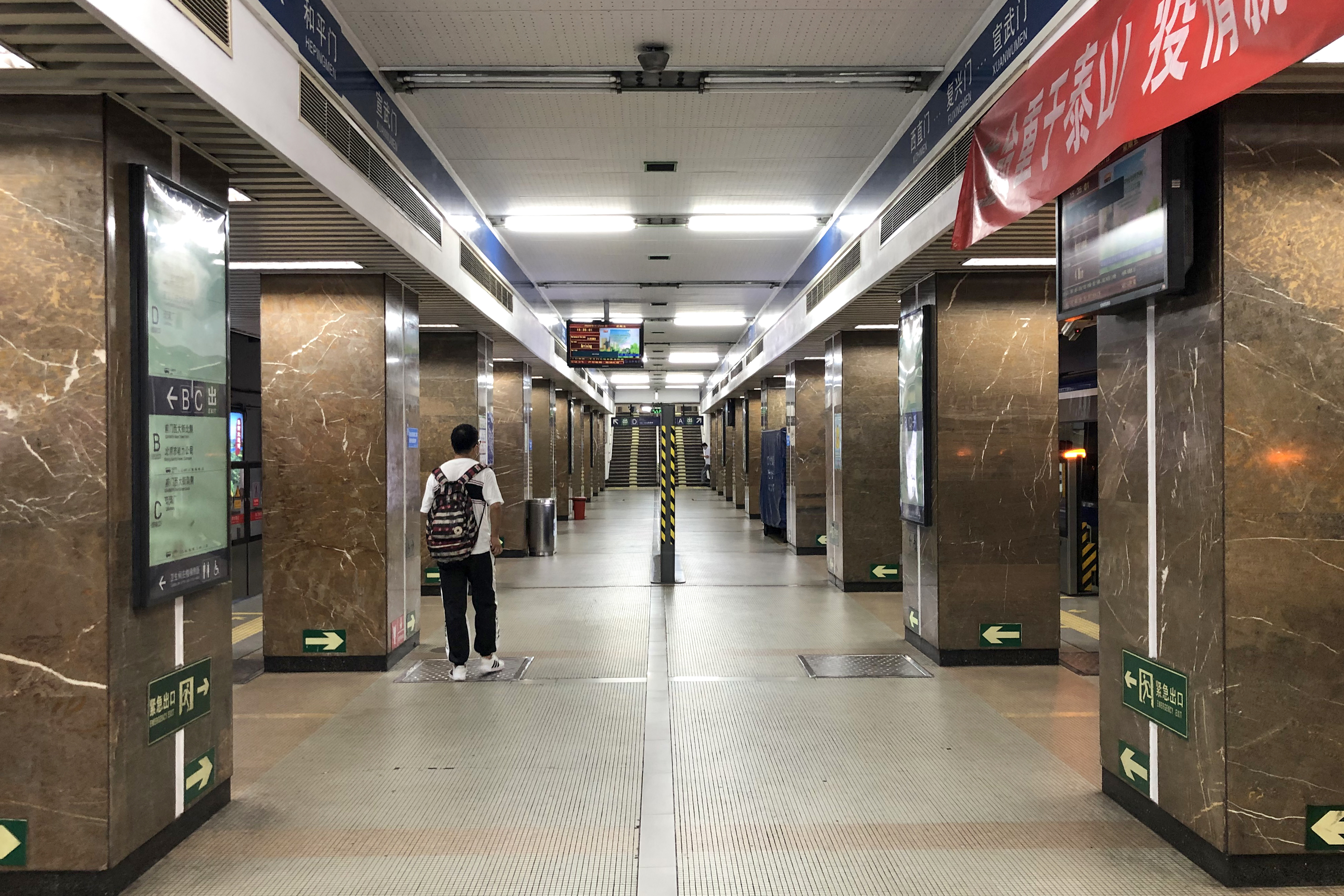
ホーム

島式ホーム1面2線の地下駅。出口は8箇所ある。

## 駅周辺
- 北京音楽庁
- 北京市第三十一中学
- 北京急救中心
- 北京市教育委員会
- 北京市供電局
- 中国集郵総公司
- 北京市和平門中学
- 北京市第四十三中学
- 栄宝斎
- 北京市第三十中学
- 北京師範大学附属中学

## 歴史
- 1969年10月1日 - 開業（公務員のみ）。
- 1977年 - 一般に開放。
- 1980年 - 外国人も使用可能になった。
- 1984年9月20日 - 2号線全線開通、1号線と2号線の運転を分離。

## 隣の駅
■北京地下鉄2号線
宣武門駅 - 和平門駅 - 前門駅
座標: 北緯39度53分55秒 東経116度22分41秒 / 北緯39.89868度 東経116.37801度